# Лушецький потік
Лушецький потік, Окнище — гірський потік в Україні у Калуському районі Івано-Франківської області. Лівий доплив річки Свічі (басейн Дністра).

## Опис
Довжина потоку 7 км. Формується багатьма безіменними струмками.

## Розташування
Бере початок на південно-східних схилах гори Лисої (1158,7 м) у листяному лісі. Тече переважно на північний схід через село Шевченкове і біля села Пациків впадає у річку Свічу, праву притоку річки Дністра.

## Цікаві факти
- Біля села Шевченкове потік перетинає автошлях Р21[4] (автомобільний шлях регіонального значення на території України. Проходить територією Івано-Франківської та Закарпатської областей через Долину — Міжгір'я — Хуст.).